# 張籛
張籛，字慕彭，唐朝末年至五代十国后梁、后唐、后晋官员，张筠的弟弟，海州人。
张篯年轻时嗜酒无节，被乡里所鄙视。唐昭宗天复年间，张筠为大梁四镇客将，张篯从海州来探望兄长，张筠推荐给兖州主帅王瓒，担任裨校。他为人狡诈，善侍奉主人，升任军职。唐庄宗都洛阳，张筠为京兆尹镇守长安，张篯自衙内指挥使授检校司空、右千牛卫将军同正，领饶州刺史、西京管内三白渠营田制置使。同光末年，张筠随魏王李繼岌伐前蜀，奏请张篯权知西京留守事。前蜀灭亡，魏王李继岌班师，王衍全族至秦川驿，庄宗派遣中使向延嗣乘坐驿骑马尽杀王衍之族，所有奇货，都归于向延嗣。不久听说庄宗遇弑君，李继岌抵达兴平，张篯断咸阳浮桥，李继岌至渭南自杀，一行金宝妓乐，都被张篯获得。唐明宗派人杀向延嗣，向延嗣悄悄溜走，王衍的行装被张篯获得，于是成为富家，累积白金万镒，藏在地窖。明宗即位，张篯进献王衍的犀带、玉带各二，马一百五十匹，魏王打球马七十匹，被任命为沂州刺史，入朝为西卫将军。后晋天福二年（937年），加检校太保，主管密州，不久，回朝居环卫将军。湖南马希范与张篯有旧交，他上奏朝廷请命为使。于是暗中带着蜀地奇货前去售卖，获利十余万缗而回。张篯出入带着厨师十余人从行，食物都是水陆珍鲜。晋出帝嗣位，下诏派他担任将军前去西蕃甘州回鹘买马，回来后以其马劣，被有司所弹劾，又有当权者对他不满，皇帝下诏收回其买马的原价钱。张篯申请出卖原在京城的田业，得到许可，最后愤惋成疾而死。